# Lauri Peters
Lauri Peters, all'anagrafe Patricia Peterson (Detroit, 2 luglio 1943) è un'attrice e cantante statunitense.

## Biografia
Fece il suo debutto a Broadway nel 1959 nel musical First Impressions e nello stesso anno tornò a recitare a Broadway nella prima mondiale di The Sound of Music, in cui interpretava Liesl, la maggiore dei ragazzi von Trapp; nel ruolo di Liesl, Peters fu la prima artista a cantare e incidere la celebre Sixteen Going on Seventeen e per la sua interpretazione vinse il Theatre World Award e fu candidata al Tony Award alla miglior attrice non protagonista in un musical. Recitò ancora a Broadway negli anni sessanta, sia in musical come A Murderer Among Us (1964) che in opere teatrali come The House of Atreus (1968). Attiva anche nei teatri dell'Off Broadway e regionali, Peters recitò anche al cinema e in televisione. Allieva di Sanford Meisner, fondò nel 1993 la The Meister Extension presso la Tisch School of the Arts della New York University, di cui fu direttrice artistica e insegnante di recitazione. Insegnò la tecnica recitativa del maestro, la Meisner Technique, a Manhattan e scrisse anche un libro al riguardo.
È stata sposata dal 1962 al 1967 con Jon Voight, suo collega in The Sound of Music.

## Filmografia

### Cinema
- Mister Hobbs va in vacanza (Mr. Hobbs Takes a Vacation), regia di Henry Koster (1962)
- Summer Holiday, regia di Peter Yates (1963)
- Un uomo per Ivy (For Love of Ivy), regia di Daniel Mann (1968)

### Televisione
- The Nurses – serie TV, episodio 1x28 (1963)
- Gunsmoke – serie TV, 2 episodi (1964)
- I sentieri del west (The Road West) – serie TV, episodio 1x15 (1967)
- Ghost Story – serie TV, 1 episodio (1972)
- Search – serie TV, 1 episodio (1973)
- Delphi Bureau (The Delphi Bureau) – serie TV, 1 episodio (1973)

## Doppiatori italiani
- Vittoria Febbi in Mister Hobbs va in vacanza